# مری پروکتور
مری پروکتور (انگلیسی: Mary Proctor؛ ۱۸۶۲ – ۱۱ سپتامبر ۱۹۵۷) اخترشناس اهل ایالات متحده آمریکا بود.
مری پروکتور (۱۸۶۲–۱۱ سپتامبر ۱۹۵۷) محبوب آمریکایی نجوم بود. پروکتور با وجود اینکه یک ستاره‌شناس حرفه ای نبود، به خاطر کتابها و مقالاتی که برای عموم مردم - به ویژه داستان‌های کودکانش نوشته شده بود، مشهور شد. علی‌رغم ادعاهای مختلف به عنوان آمریکایی بودن، لیست مسافران مربوط به سال ۱۹۲۴ وجود دارد که وی تابعیت انگلیس را به او می‌دهد.

## اوایل زندگی
مری پروکتور در دوبلین، ایرلند، فرزند دختر مری و ریچارد پروکتور متولد شد. مادر پروکتور در سال ۱۸۷۹ درگذشت. پدرش در سال ۱۸۸۱ دوباره ازدواج کرد و خانواده در سال ۱۸۸۲ به ایالات متحده مهاجرت کردند و در سن جوزف، میسوری اقامت گزیدند.

## کارها
پروکتور مقاله‌های بسیاری را برای روزنامه‌ها، مجله‌ها تألیف کرد و کتاب‌های مشهور بسیاری را نوشت. مقاله‌ها و کتاب‌های او بیشتر برای خوانندگان جوان بود، که برای او لقب «اخترشناس بچه‌ها» را به‌ارمغان آورد؛ با آنکه نوشته‌های او دقیق، آموزنده و به‌خوبی نشان داده شده بود خواندن کتاب‌هایش بسیار آسان بود.